# Машприборинторг
Акционерное общество «Внешнеэкономическое объединение "Машприборинторг"» ― российская импортно-экспортная компания, специализирующаяся в области высокотехнологичного машинного оборудования. В настоящее время компания является частью холдинга «Росэлектроника».
В конце 1950-х, а также в 1960-х и 1970-х годах Машприборторг экспортировал миллионы единиц фотографического и кинематографического оборудования примерно в 74 страны мира. По официальным данным Министерства внешней торговли 1996 года, «Машприборинторг Российской Федерации является «ведущим экспортёром и импортёром электронного и коммуникационного оборудования гражданского и специального назначения».
Машприборинторг, наряду такими предприятиями, как Станкоимпорт, Автопромимпорт, Текмашимпорт и Технопромимпорт, является ведущей компанией всей торговой системы России; то же самое место компания занимала и в экономике СССР.
Из-за вторжения России на Украину компания находится под санкциями всех стран Евросоюза, США, Японии, Украины и Швейцарии.

## История

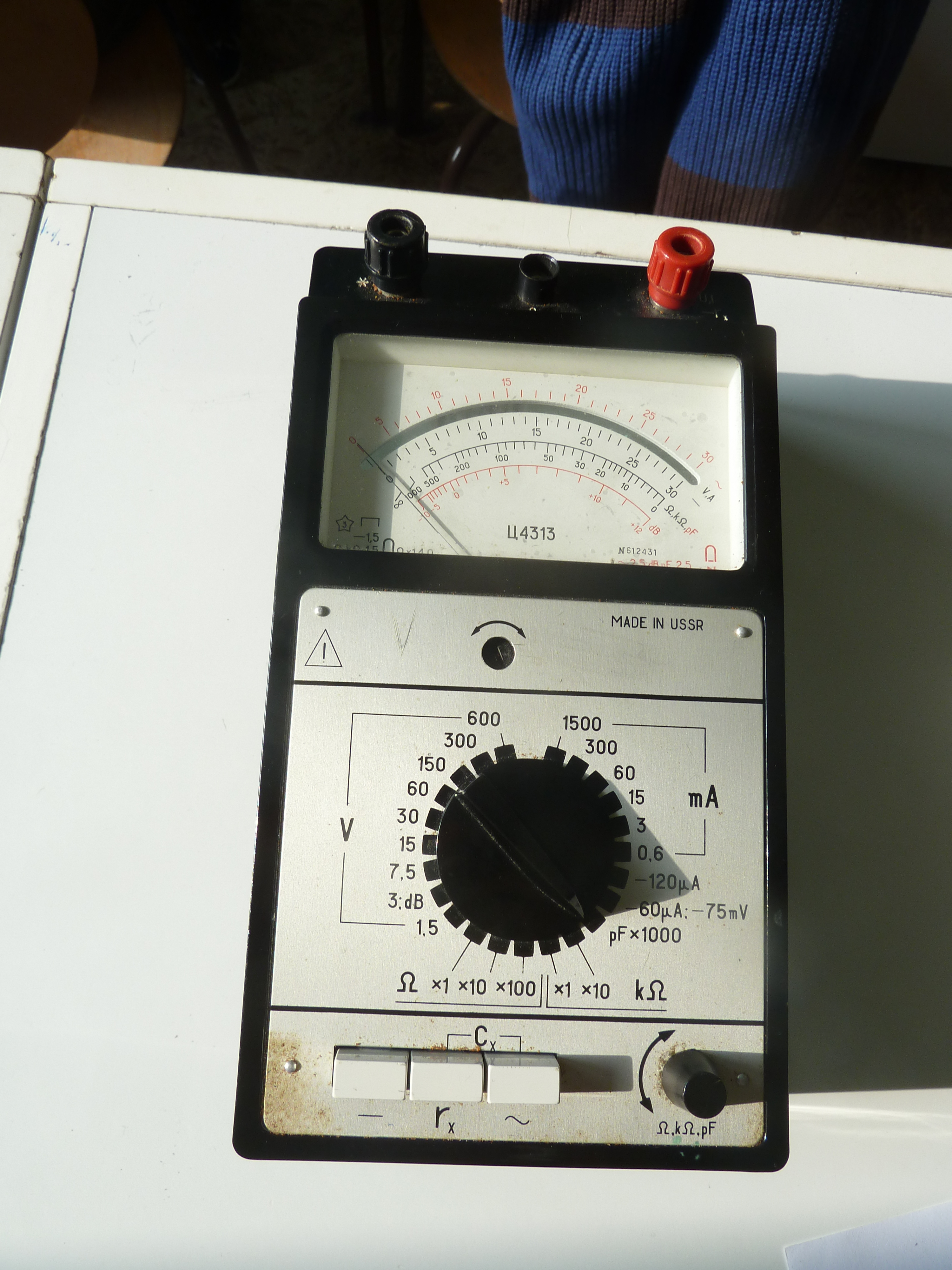
Ц4313

Машприборинторг был основан в Советском Союзе в октябре 1959 года как Внешнеэкономическое объединение «Машприборинторг». В 1991 году, после распада Советского Союза, компания была перерегистрирован как Федеральное государственное унитарное предприятие «Внешнеэкономическое объединение Машприборинторг».
Хотя формально Машприборинторг был подчинён Министерству внешней торговли СССР, доподлинно неизвестно, находилось ли оно под непосредственным контролем министерства или же оно было фактически самостоятельной организацией. В период с 1960 по 1980 годы Машприборинторг был одним из крупнейших отраслевых объединений СССР. Так, с 1960 по 1975 год это была единственная экспортная компания в Советском Союзе, которая экспортировала девять миллионов радиоприёмников, радиозаписывающих устройств и телевизоров в более чем девяносто стран мира.
Машприборинторг выступал в качестве официального партнёра Летних Олимпийских игр 1980 года в Москве. В период с 1960 по 1980 годы торговое объединение было основным экспортёром фотоаппаратов «Смена» и «Зенит» в страны Запада. Компания также экспортировала прецизионные микроскопы от таких японских компаний, как Sony, Sumitomo, Canon и Toshiba.
В 1991 году предприятие было реорганизовано. В сентябре 2004 года указом Президента Российской Федерации № 1009 Машприборинторг был включён в список стратегических российских компаний, что сделало невозможным его корпоратизацию.

## Текущая деятельность
Машприборинторг в настоящее время импортирует и экспортирует телекоммуникационное оборудование, радиоприёмники, телевизионное и акустическое оборудование, компьютеры, электронные компоненты, запасные части для гражданских самолётов и вертолётов, автономные энергосистемы и продукты, а также запасные части для различных производственных предприятий.

## Дочерние предприятия
Машприборинторг имеет следующие дочерние предприятия, осуществляющие международную торговлю компаний и отделов:
- ООО «Машприборинторг-Акустика». Занимается импортом и экспортом бытовой аудиоаппаратуры.
- ООО «Машприборком». Занимается импортом средств телекоммуникации, в том числе магистральных .
- ООО «Машприборторг Сигнал». Занимается импортом и экспортом радио- и телекоммуникационного оборудования.